# Associazione Calcio Legnano 1957-1958
Questa voce raccoglie le informazioni riguardanti l'Associazione Calcio Legnano nelle competizioni ufficiali della stagione 1957-1958.

## Stagione

Aurelio Santagostino, al Legnano dal 1956 al 1958

Dato che non si trovano personalità che possano investire nel Legnano, la società continua ad essere affidata al commissario straordinario Davide Casero. Nuovo allenatore è Mario Zidarich, che sostituisce Ugo Innocenti sulla panchina lilla. Vengono ceduti alcuni dei giocatori migliori, come il difensore Ermanno Tarabbia e i centrocampisti Luciano Sassi, Luciano Lupi (fino alla stagione precedente capitano del Legnano) e Ernesto Castano; quest'ultimo, in particolare, farà poi un'ottima carriera alla Juventus. Tra i riconfermati spicca il nome di Karl-Erik Palmér che, con le sue sette stagioni nel Legnano, è diventato, a tutti gli effetti, una delle bandiere lilla. Tra gli arrivi ci sono quelli del ritorno del portiere Mario Longoni. La rosa è poi completata dall'acquisto di alcuni giovani di belle speranze come i portieri Cesare Montani e Bruno Cassani, e gli attaccanti Giacomo Moretti e Giorgio Ive, che alla fine della stagione risultano i migliori cannonieri lilla.
La stagione 1957-1958 si conclude con l'8º posto in classifica a 35 punti, a sette lunghezze dal Vigevano secondo classificato e a otto punti dalla Reggina capolista (entrambe promosse in Serie B). Il campionato del Legnano è anonimo, dato che la squadra veleggia per tutta la stagione a metà classifica senza mai rischiare la retrocessione, ma senza essere in grado di ambire alla promozione in Serie B. Le trasferte sono onerose per via dei viaggi necessari a raggiungere gli stadi delle altre squadre: la Serie C è ancora organizzata a girone unico, e quindi nello stesso campionato sono inserite anche società del centro e del sud Italia, le cui sedi sono molto lontane da Legnano.

## Divise
| Casa |

## Organigramma societario
Area direttiva
- Presidente: -
- Commissario straordinario: comm. Davide Casero

Area tecnica
- Allenatore: Mario Zidarich

## Rosa
| N. |                   | Ruolo | Calciatore      |
| -- | ----------------- | ----- | --------------- |
|    | Italia (bandiera) | A     | Peppino Bocchio |
|    | Italia (bandiera) | A     | Emilio Caprile  |
|    | Italia (bandiera) | P     | Bruno Cassani   |
|    | Italia (bandiera) | C     | Edmondo Colombi |
|    | Italia (bandiera) | D     | Giovanni Cozzi  |
|    | Italia (bandiera) | A     | Adelio Crespi   |
|    | Italia (bandiera) | A     | Giorgio Ive     |
|    | Italia (bandiera) | D     | Silvano Ghezzo  |
|    | Italia (bandiera) | D     | Natale Lamera   |
|    | Italia (bandiera) | P     | Mario Longoni   |

| N. |                   | Ruolo | Calciatore           |
| -- | ----------------- | ----- | -------------------- |
|    | Italia (bandiera) | P     | Cesare Montani       |
|    | Italia (bandiera) | A     | Remo Morelli         |
|    | Italia (bandiera) | A     | Giacomo Moretti      |
|    | Italia (bandiera) | A     | Enzo Mustoni         |
|    | Svezia (bandiera) | A     | Karl-Erik Palmér     |
|    | Italia (bandiera) | D     | Angelo Panara        |
|    | Italia (bandiera) | C     | Luigi Parodi         |
|    | Italia (bandiera) | D     | Mario Sala           |
|    | Italia (bandiera) | A     | Aurelio Santagostino |
|    | Italia (bandiera) | P     | Fabio Soldaini       |

## Risultati

### Serie C

#### Girone d'andata
| Arbitro: | D'Agostini (Roma) |

|                    |           |                             |
| Moretti 4’ Ive 61’ | Marcatori | 8’ De Rossi 66’ Fracassetti |

| Arbitro: | Genel (Trieste) |

|                                    |           |                         |
| Bolzoni 30’, 65’, 87’ Castoldi 70’ | Marcatori | 20’ Moretti 46’ Caprile |

| Arbitro: | Fornari (Bologna) |

|                                                             |           |                                                   |
| Santagostino 30’ Caprile 31’ Ive 37’ Moretti 49’ Palmér 51’ | Marcatori | 44’ Campagnoli 78’ Capecchi 89’ (rig.) Coltellini |

| Busto Arsizio 6 ottobre 1957 4ª giornata | Pro Patria      | 0 – 0 | Legnano | Stadio Comunale\| Arbitro: \| Guidi (Brescia) \| |
| Arbitro:                                 | Guidi (Brescia) |       |         |                                                  |

| Arbitro: | Alterio (Roma) |

|                               |           |  |
| Santagostino 22’ Ive 47’, 55’ | Marcatori |  |

| Arbitro: | Babini (Ravenna) |

|           |           |  |
| Raise 50’ | Marcatori |  |

| Arbitro: | Zaza (Molfetta) |

|                           |           |         |
| Cancellieri 55’ Darin 84’ | Marcatori | 54’ Ive |

| Arbitro: | Tavolini (Ferrara) |

|                                                    |           |  |
| Santagostino 26’ (rig.) Ive 51’ Cordone 88’ (aut.) | Marcatori |  |

| Arbitro: | Casato (Bari) |

|                   |           |  |
| Panara 82’ (aut.) | Marcatori |  |

| Arbitro: | Gazzano (Genova) |

|  |           |            |
|  | Marcatori | 46’ Raffin |

| Vercelli 24 novembre 1957 11ª giornata | Pro Vercelli  | 0 – 0 | Legnano | Stadio Leonida Robbiano\| Arbitro: \| Leita (Udine) \| |
| Arbitro:                               | Leita (Udine) |       |         |                                                        |

| Arbitro: | Tavolini (Ferrara) |

|              |           |            |
| Balestri 21’ | Marcatori | 75’ Ghezzo |

| Arbitro: | Cataldo (Roma) |

|                         |           |                  |
| Moretti 11’ Caprile 18’ | Marcatori | 15’ (rig.) Ardit |

| Arbitro: | Gazzano (Genova) |

|                   |           |         |
| Canavesi 11’, 43’ | Marcatori | 18’ Ive |

| Arbitro: | Leita (Udine) |

|         |           |              |
| Ive 52’ | Marcatori | 80’ Braccini |

| Arbitro: | Ubezio (Novara) |

|                    |           |                          |
| Pistacchi 26’, 36’ | Marcatori | 33’ (aut.) Grevi 63’ Ive |

| Arbitro: | Genel (Trieste) |

|                                          |           |                  |
| Ive 2’ Bocchio 38’, 87’ Moretti 53’, 59’ | Marcatori | 82’ (rig.) Magni |

#### Girone di ritorno
| Arbitro: | De Magistris (Torino) |

|  |           |                         |
|  | Marcatori | 50’ Bocchio 75’ Moretti |

| Arbitro: | Leita (Udine) |

|         |           |                        |
| Ive 54’ | Marcatori | 14’ Franzini 68’ Luosi |

| Livorno 9 febbraio 1958 20ª giornata | Livorno                  | 0 – 0 | Legnano | Stadio Comunale\| Arbitro: \| Smorto (Reggio Calabria) \| |
| Arbitro:                             | Smorto (Reggio Calabria) |       |         |                                                           |

| Arbitro: | Boati (Milano) |

|                                   |           |                             |
| Moretti 31’, 66’, 74’ Bocchio 42’ | Marcatori | 63’ Bernasconi 82’ Sospetti |

| Arbitro: | Baldassarre (Udine) |

|                                     |           |  |
| Colombi 17’ (aut.) Magheri 68’, 73’ | Marcatori |  |

| Arbitro: | Rastrelli (Firenze) |

|                              |           |             |
| Ive 6’, 71’ Moretti 26’, 41’ | Marcatori | 63’ Rambone |

| Legnano 9 marzo 1958 24ª giornata | Legnano    | 0 – 0 | Siracusa | Stadio Comunale\| Arbitro: \| Gay (Asti) \| |
| Arbitro:                          | Gay (Asti) |       |          |                                             |

| Arbitro: | Ascari (Carpi) |

|               |           |              |
| Novi 21’, 57’ | Marcatori | 45’, 55’ Ive |

| Arbitro: | De Angelis (Roma) |

|                          |           |                |
| Ive 11’, 64’ Moretti 88’ | Marcatori | 29’ Del Gaudio |

| Arbitro: | Gazzano (Genova) |

|            |           |  |
| Raffin 17’ | Marcatori |  |

| Arbitro: | Nedelkovsky |

|                                     |           |               |
| Santagostino 22’ (rig.) Bocchio 88’ | Marcatori | 90’ Genovesio |

| Arbitro: | Babini (Ravenna) |

|                         |           |            |
| Bocchio 28’ Moretti 29’ | Marcatori | 45’ Genero |

| Arbitro: | Ascari (Carpi) |

|                 |           |  |
| Veglianetti 32’ | Marcatori |  |

| Arbitro: | Mori (Cremona) |

|                              |           |                                           |
| Santagostino 28’ Mustoni 40’ | Marcatori | 25’ (aut.) Panara 41’ List 80’ Invernizzi |

| Arbitro: | D'Agostini (Roma) |

|                    |           |         |
| Colombi 65’ (aut.) | Marcatori | 12’ Ive |

| Arbitro: | Annoscia (Bari) |

|                         |           |  |
| Moretti 12’ Bocchio 36’ | Marcatori |  |

| Reggio Calabria 25 maggio 1958 34ª giornata | Reggina         | 0 – 0 | Legnano | Stadio Cesare Giordano\| Arbitro: \| Clemente (Roma) \| |
| Arbitro:                                    | Clemente (Roma) |       |         |                                                         |

## Statistiche

### Statistiche di squadra
| Competizione | Punti | Totale | Totale | Totale | Totale | Totale | Totale | DR  |
| Competizione | Punti | G      | V      | N      | P      | Gf     | Gs     | DR  |
| ------------ | ----- | ------ | ------ | ------ | ------ | ------ | ------ | --- |
| Serie C      | 35    | 34     | 12     | 11     | 11     | 53     | 41     | +12 |

### Statistiche dei giocatori
| Giocatore       | Serie C  | Serie C |
| Giocatore       | Presenze | Reti    |
| --------------- | -------- | ------- |
| P. Bocchio      | 20       | 7       |
| E. Caprile      | 32       | 3       |
| B. Cassani      | 10       | 0       |
| E. Colombi      | 30       | 0       |
| G. Cozzi        | 1        | 0       |
| A. Crespi       | 21       | 0       |
| S. Ghezzo       | 32       | 1       |
| G. Ive          | 31       | 18      |
| N. Lamera       | 12       | 0       |
| M. Longoni      | 8        | 0       |
| C. Montani      | 4        | 0       |
| R. Morelli      | 10       | 0       |
| G. Moretti      | 27       | 15      |
| E. Mustoni      | 6        | 1       |
| K.E. Palmér     | 19       | 1       |
| A. Panara       | 29       | 0       |
| L. Parodi       | 34       | 0       |
| M. Sala         | 14       | 0       |
| A. Santagostino | 22       | 5       |
| F. Soldaini     | 12       | 0       |